# Snoken
Snoken är en svensk TV-serie som sändes 1993–1997 och som handlar om privatdetektiven Anders "Snoken" Grip. Han driver detektivbyrån Titanic och bor på en båt med samma namn tillsammans med sin hund Tubbe vid Ryssviken nära Waldemarsudde på Djurgården. 
I varje avsnitt får man följa hur han med blandad framgång löser fall om otrohet, utpressning och hot. Det förekommer inga biljakter eller vapen då den här deckaren inte är speciellt "hårdkokt". Huvudrollen  Anders "Snoken" Grip spelades av Sven-Åke Gustavsson, och dessutom medverkade Axel Düberg som kapten Nelson. Till sin hjälp får Anders Grip ofta sin bror Carl-Erik (Carl Kjellgren) som är polis och som ibland lämnar ut uppgifter som Anders behöver. Anders far (Stig Grybe) är förmögen och vill ofta att Anders ska gör något mer ordentligt än vad han anser jobbet som privatdetektiv vara. Hans mor Alma (Yvonne Lombard) som är konstnär stöttar honom däremot. 
Rollen som hunden Tubbe spelades av bordercollien Turbo. Anders Grip kör i serien en blå Volvo Duett av årsmodell 1962, 1964 och 1967.
Eftersom varje avsnitt var fristående så deltog en stor mängd ur den svenska skådespelareliten under denna tidsperiod som gästskådespelare i serien.
1995 kom TV-filmen Snoken II baserad på TV-serien, där Sven-Åke Gustavsson hade huvudrollen och Harald Hamrell regisserade.

## Rollista (i urval)
- Sven-Åke Gustavsson – Anders Grip
- Turbo – hunden Tubbe
- Axel Düberg – kapten Nelson
- Yvonne Lombard – Alma Grip
- Carl Kjellgren – Carl-Erik Eriksson
- Stig Grybe – Erik Eriksson
- Lena Lindewall – Christina Eriksson
- Hanna Nilsson – "Gurkan" - riktiga namnet avslöjades aldrig
- Fredrik Ådén – Erik jr
- Cecilia Walton – Siv Jons
- Gunvor Pontén – Petra Robertsson
- Inga-Lill Andersson – Lisa Swedberg
- Nina Gunke – Minna Ahlin
- Ingvar Kjellson – Albert Sten
- Anita Björk – Harriet Lindholm
- Annalisa Ericson – journalisten
- Jonas Uddenmyr – bartender
- Jeanette Holmgren – Gun
- Torsten Wahlund – kontaktannonsman
- Måns Westfelt – pianoförsäljare
- Inga Ålenius – fiskexpedit
- Sten Johan Hedman – Tore
- Jacqueline Ramel – Sara
- Dan Johansson – Lars Almgren
- Henrik Schildt – Henry Westman
- Kent Andersson – Stensson
- Johan H:son Kjellgren – Björn Höglund
- Leif Andrée – Olsson
- Ingela Sahlin – expedit
- Maud Hyttenberg – arg granne
- Svetlana Rodina Ljungkvist – polska
- Ewa Fröling – Eva-Britt Malm
- Katarina Ewerlöf – Pia Wallberg
- Inga Gill – Frida Almgren
- Jessica Folcker - Liv